# エマヌエル・アミラン
エマヌエル・アミランとして知られるエマヌエル・アミラン・プガチョフ（Emanuel Amiran-Pougatchov、ヘブライ語: עמנואל עמירן-פוגצ'וב、
1909年8月8日 - 1993年12月18日）は、エマヌエル・プガチョフ (Emmanuel Pugatschov) としてポーランド（当時はロシア帝国領）のワルシャワに生まれ、イスラエルのキブツ・ヤクムに没した作曲家、教師。

## 経歴
アミランは、ワルシャワで10歳から、ヨーゼフ・エンゲル (Joseph Engel)、ダヴィト・ショレ (David Shore)、エンゲル・ワインベルク (Engel Weinberg) の下で音楽を学んだ。後にはベルリンに赴き、さらに3年間音楽を学んだ。1928年から2年間は、エルサレムでソロモン・ロソウスキーの下で学んだ。
アミランの音楽と、それに結びついた教育についての研究は、その後も続き、1934年以降は、イギリスのトリニティ音楽院で、サー・グランヴィル・バントックやアレックス・ロウリー (Alex Rowley) の下で学び続けた。1936年に再びイスラエルに戻ると、教育に従事し、後にはレオ・ケステンベルク (Leo Kestenberg) とともにテルアビブに音楽教師セミナー (the Music Teachers' Seminary) を立ち上げて、主宰者としても、教育担当者としても活動した。1948年、軍隊用の音楽を手がける士官となり、砲兵隊の指揮官であったサムエル・エドモンド (Samuel Edmond) と協力することとなった。さらにヤコブ・プレザント大尉 (Captain Jacob Pleasant) とともに、イスラエル陸軍軍楽隊を創設した。彼らが組んだ軍楽隊は、オットー・グロニッチ (Otto Gronich) が率いていたアレクサンドリアのオーケストラとともに、後にイスラエル国防軍オーケストラが創設される際に中核を成すこととなった。 
1948年、イスラエルの建国に際し、アミランは、初代の音楽視学官 (Inspector of Music (Minister for Music Education)) に任じられ、1975年に引退するまでその地位にあった。
アミランは、リクリエーション活動用の歌などで最もよく知られているが、その作曲作品には、交響曲や合唱曲、音楽教育用の曲のほか、600曲以上のフォークソングが含まれていた。日本では、世俗的な合唱曲とされる「マイム・マイム」が、もっぱらフォークダンスの楽曲として広く知られている。

## おもな著書
- Mi barechev; (New Horizon choral series)(Unknown Binding - 1973)